# Статуя Эрота на Пикадилли
Статуя Эрота на Пикадилли (официальное название — Мемориальный фонтан Шефтсбери, англ. Shaftesbury Memorial Fountain) — достопримечательность Лондона, фонтан на площади Пикадилли в лондонском боро (квартале) Вестминстер, увенчанный скульптурой, которая в действительности изображает не Эрота (Эроса), а Антероса — мстителя за неразделённую любовь. Создан в 1885–1893 годах скульптором Альфредом Гилбертом. 

## История и описание

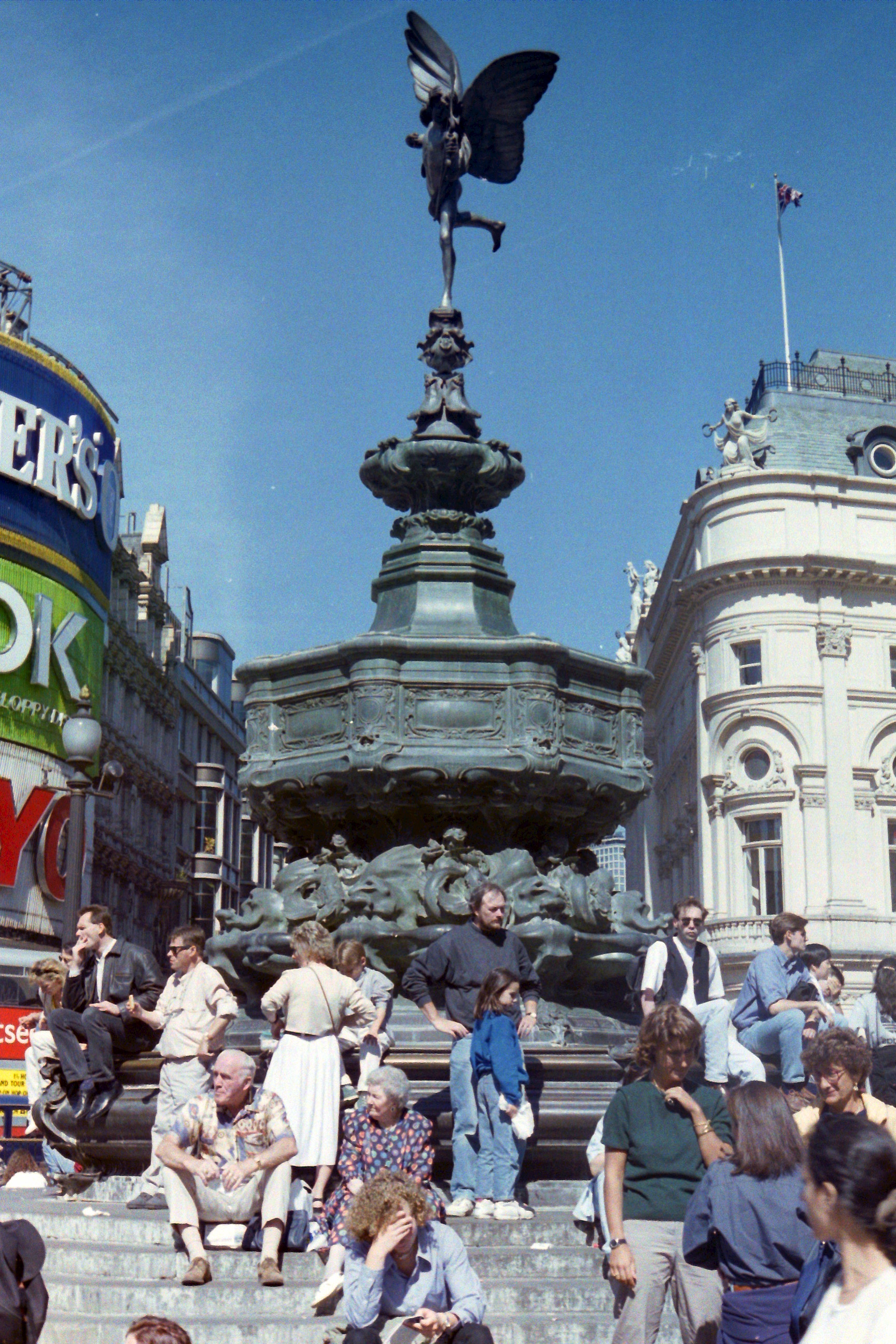
Фонтан в 1995 году.

Фонтан был построен в память об Энтони Эшли-Купере, 7-й графе Шефтсбери (1801-1881), викторианском благотворителе и филантропе, который боролся за замену детского труда в бедных семьях школьным образованием.
Его автором выступил Альфред Гилберт, скандально известный, но чрезвычайно талантливый скульптор, в то время находившийся на пике своей популярности.
Первоначально фонтан имел в том числе и утилитарную функцию: расположенный в центре оживлённой площади Пикадилли и подключённый к городскому водопроводу, он должен был снабжать чистой бесплатной питьевой водой беднейших жителей города.
Фонтан в основном выполнен из бронзы, однако скульптуру Антероса Гилберт выполнил из алюминия — недавно открытого на тот момент металла. Это позволило значительно уменьшить вес фигуры. Не исключено, что Антерос Гилберта стал первой в мире алюминиевой скульптурой. 
Моделью для скульптуры послужил 16-летний итальянец Анджело Коларосси, профессиональный натурщик и подмастерье англ. studio boy. Коларосси в дальнейшем так и остался в Лондоне, прожил долгую жизнь, работал в авиационной промышленности, и скончался в 1949 году. 
Фонтан был торжественно открыт 29 июня 1893 года Хью Гровенором, 1-м герцогом Вестминстером. Хотя многие критики с похвалой отзывались о смелости композиции, фонтан получил смешанные отзывы, и для этого было несколько причин. Хотя к тому времени обнаженные статуи уже несколько столетий украшали дворцы и парки аристократии, существовали сомнения в том, что обнажённая фигура подходит для памятника, установленного в городе. Связь образа Антероса с личностью Шефтсбери не была очевидна публике, и Гилберту пришлось неоднократно отвечать на вопрос об этом. К тому же, хотя фонтан задумывался в первую очередь, как памятник графу Шефтсбери, он не содержал никаких его изображений, так что тематика фонтана оказалась отодвинута на задний план полётом мысли скульптора. В конечном итоге, фигура на вершине фонтана была официально переименована в Ангела христианского милосердия, однако лондонцы называли его Эротом (который был более широко известен, чем Антерос) и именно это название закрепилось сперва за скульптурой, а затем и за всем фонтаном. 
Что касается благотворительного аспекта, то первоначально «в комплекте» с фонтаном были предоставлены восемь кружек, прикреплённых к фонтану к цепями, при помощи которых бедные лондонцы могли пить из фонтана воду. Однако, за первые же сутки работы фонтана шесть из восьми кружек были украдены. Всё это чрезвычайно разозлило Гилберта, который заявил что столкнулся с «болезненным опытом полного провала своих намерений». 
В дальнейшем статуя Эрота несколько раз покидала своё место: во время строительства станции метро на площади Пикадилли, во время Второй мировой войны (в целях безопасности), и во время двух реставраций, первая из которых была плановой (в 1980-х годах) а вторая была вызвана актом вандализма (в 1990-х). В 2012 году один из туристов отломал тетиву от лука, который держал в руках Антерос, но уже вскоре была изготовлена новая тетива.
На сегодняшний день статуя Эрота (Эроса) является одной из популярных достопримечательностей Лондона. Стилизованное изображение скульптуры уже много лет является символом газеты «The Evening Standard» и появляется в заголовке газеты.